# HD 100546
HD 100546 — зоря типу Herbig Ae/Be в сузір'ї Мухи, на відстані понад 337 світлових років від Землі. У системі зорі є непідтверджена планета HD 100546 b, що відкрита в 2005 році і кандидат на екстрасонячну планету на стадії формування, яка відкрита у 2013 році.

## Фізичні характеристики
Зоря знаходиться на відстані 337,3 світлових років від Землі. Зоряна величина становить 6,7 м . Зоря нлежить до спектрального типу B9Vne.

## Планетна система
У 2005 році було виявлено, що у зорі є планета, яка отримала позначення HD 100546 b. Планета знаходиться на відстані 6,5 а.о. від зорі, а її маса становить приблизно 20 мас Юпітера. Маса об'єкта знаходиться на межі між газовими гігантами і коричневими карликами.
У 2013 році в цій системі була виявлена друга планета. Планета знаходиться на ранній стадії формування, її все ще оточує щільна пилово-газова хмара, з якої раніше утворилася зоря. Об'єкт розташований на відстані 70 а.о. від зорі. Швидше за все, це новий газовий гігант.
| Планета | Маса   | Радіус | Відстань до зорі (AU) |
| ------- | ------ | ------ | --------------------- |
| b       | ~20 MJ | 6,9 RJ | 6,5                   |
| c       | –      | –      | 13,5                  |